# Cokerie-lavoir du Chanois
La cokerie-lavoir du Chanois est un complexe industriel des houillères de Ronchamp qui réunit les installations de triage-criblage, de lavage et de cokefaction de la houille sur un site voisin du puits du Chanois, à Magny-Danigon, en Haute-Saône, dans la région française de Bourgogne-Franche-Comté.
Les ateliers de triage-lavage-criblage sont construits en 1898, en remplacement des petits ateliers du puits du Magny. Une cokerie est construite de 1900 à 1920, pour remplacer les fours du puits Saint-Joseph, elle ferme en 1933 tandis que le reste des installations fonctionnent jusqu'à la fermeture des mines en 1958.
Des vestiges de ces installations subsistent au début du XXIe siècle, notamment une trémie en béton armé.

## Localisation
Le complexe est situé à Magny-Danigon, à la limite de Ronchamp dans le département de la Haute-Saône en région française de Bourgogne-Franche-Comté. Il est implanté dans la plaine du Chanois, traversé par le Beuveroux et le Rahin. Sa position forme un triangle avec le puits du Chanois et la centrale thermique de Ronchamp, tous deux situés à 200 mètres.

L’environnement du puits du Chanois et de ses installations annexes en 1949.

- Forêts
- Terrils
- Bâtiments miniers
- Cité minière
- Plans d'eau
- Autres construction
- Voies ferrées

## Le triage-criblage et le lavage
En 1888, le puits du Magny est mis en communication avec le centre du Chanois grâce à une voie de chemin de fer ; celle-ci est étendue en 1900 en direction du puits Arthur-de-Buyer qui entre alors en exploitation.
Les ateliers centraux sont installés à proximité du puits du Chanois en 1898 et permettent de traiter tout le charbon extrait à Ronchamp grâce à un réseau ferré établi entre les puits. Les wagons déversent la houille dans la partie supérieure de l'atelier. Elle est alors criblée pour être séparée en deux catégories : les plus petits fragments sont envoyés au lavoir au moyen de bandes transporteuses tandis que les plus grands morceaux sont triés à la main par des femmes pour être directement expédiés aux clients. En revanche, s'il n'est pas suffisamment débarrassé des stériles, il est concassé pour former des gaillettes de moins de sept centimètres avant d'être envoyé au lavoir.

Le grand bâtiment de criblage-lavage.
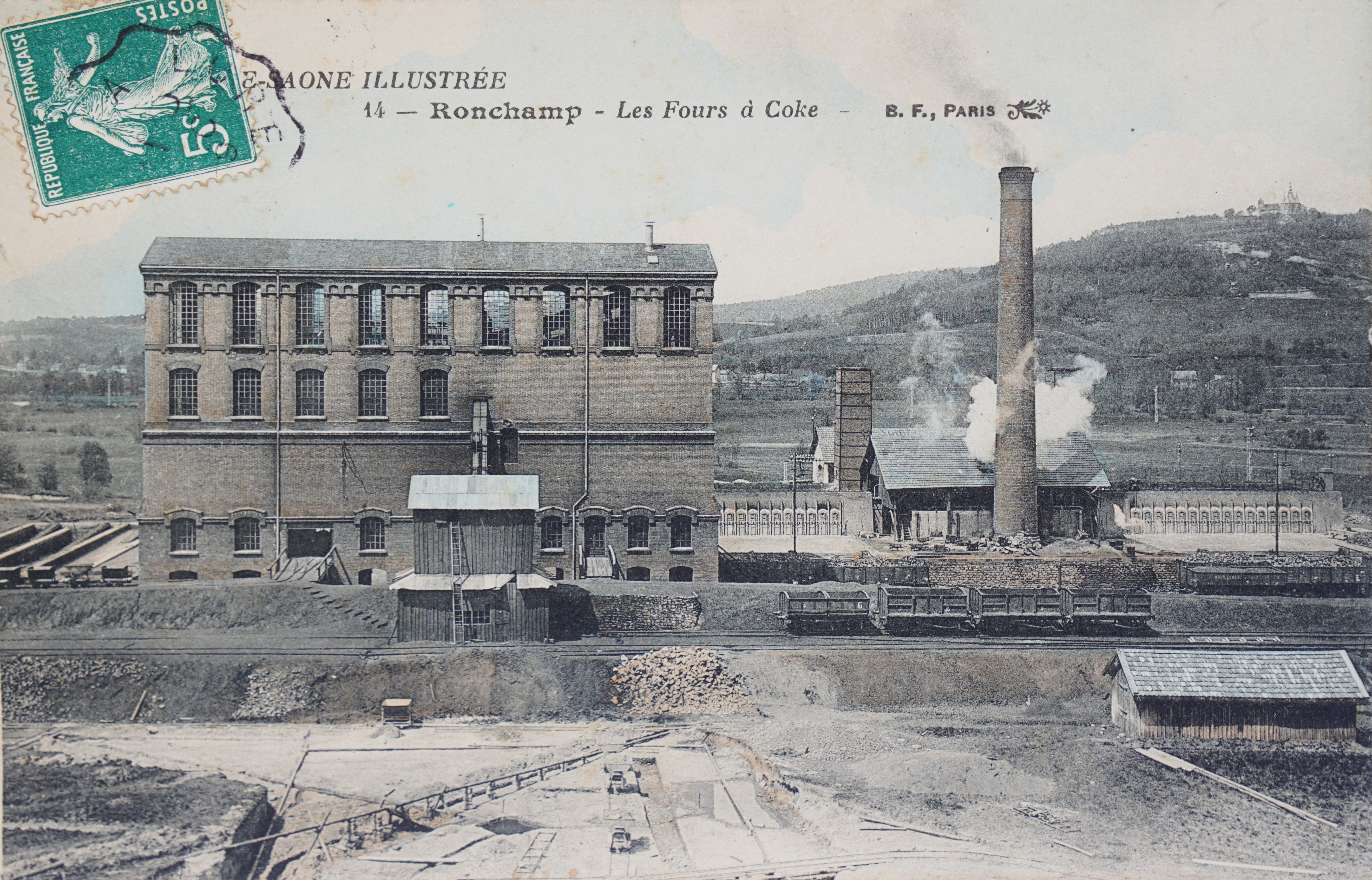
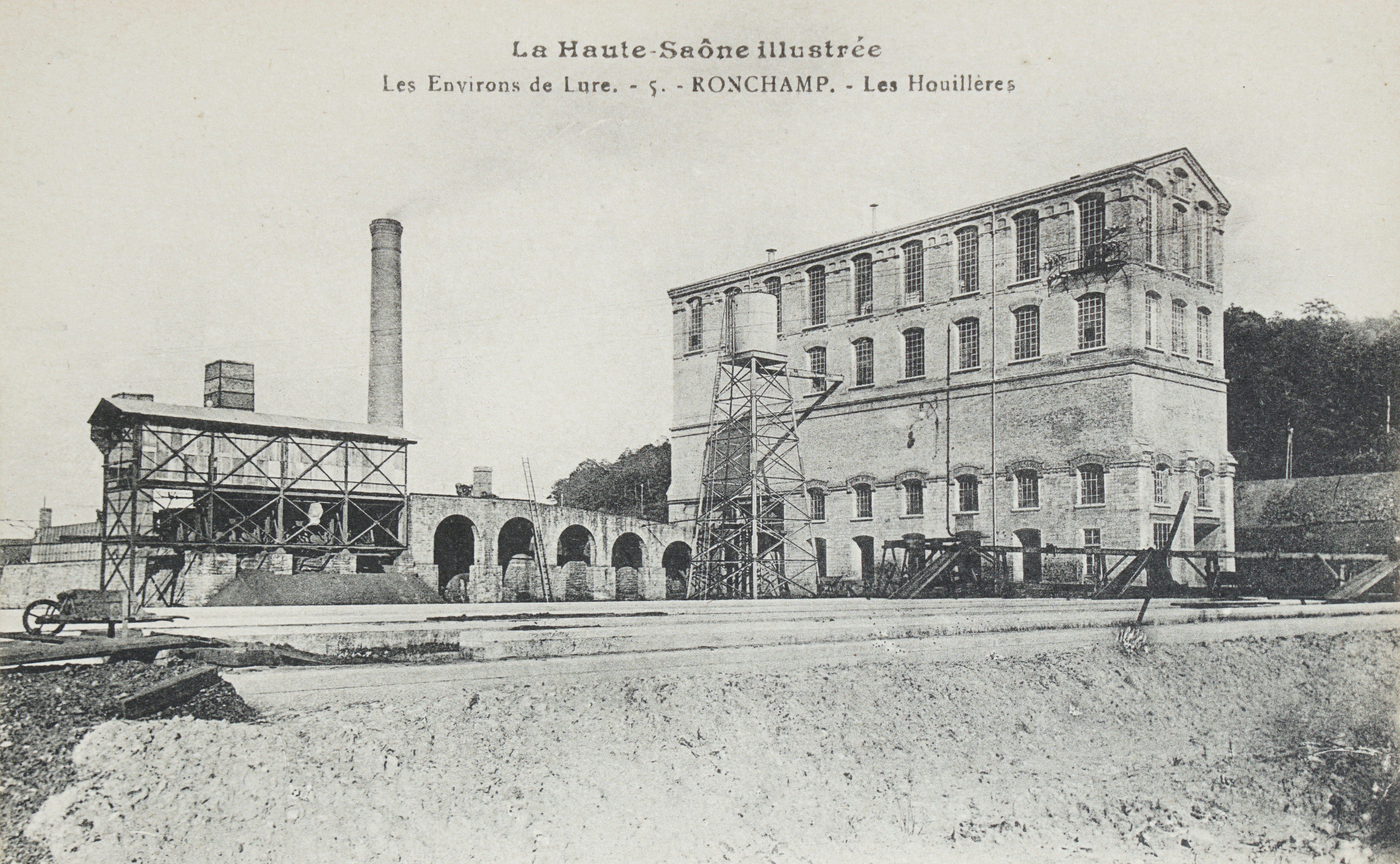
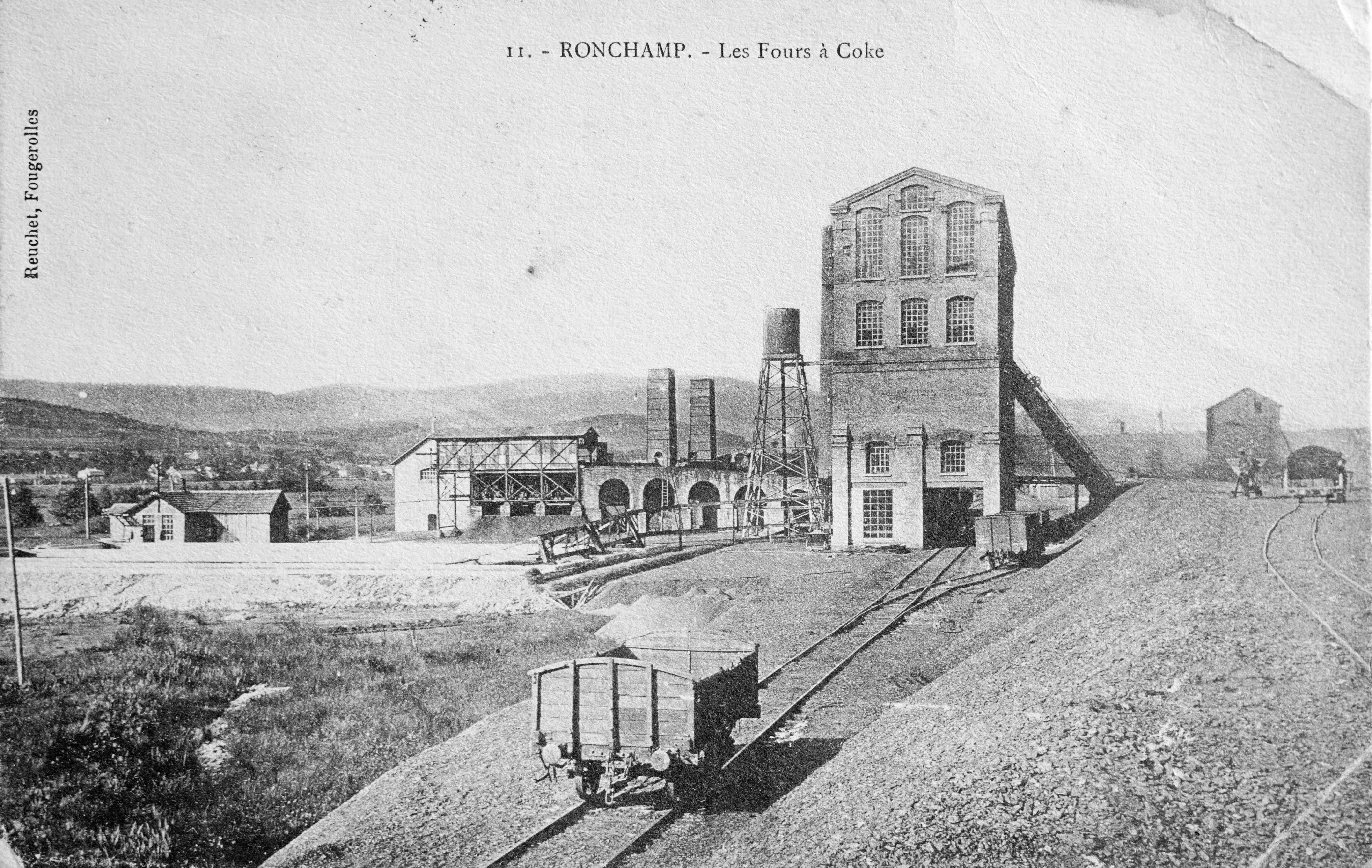
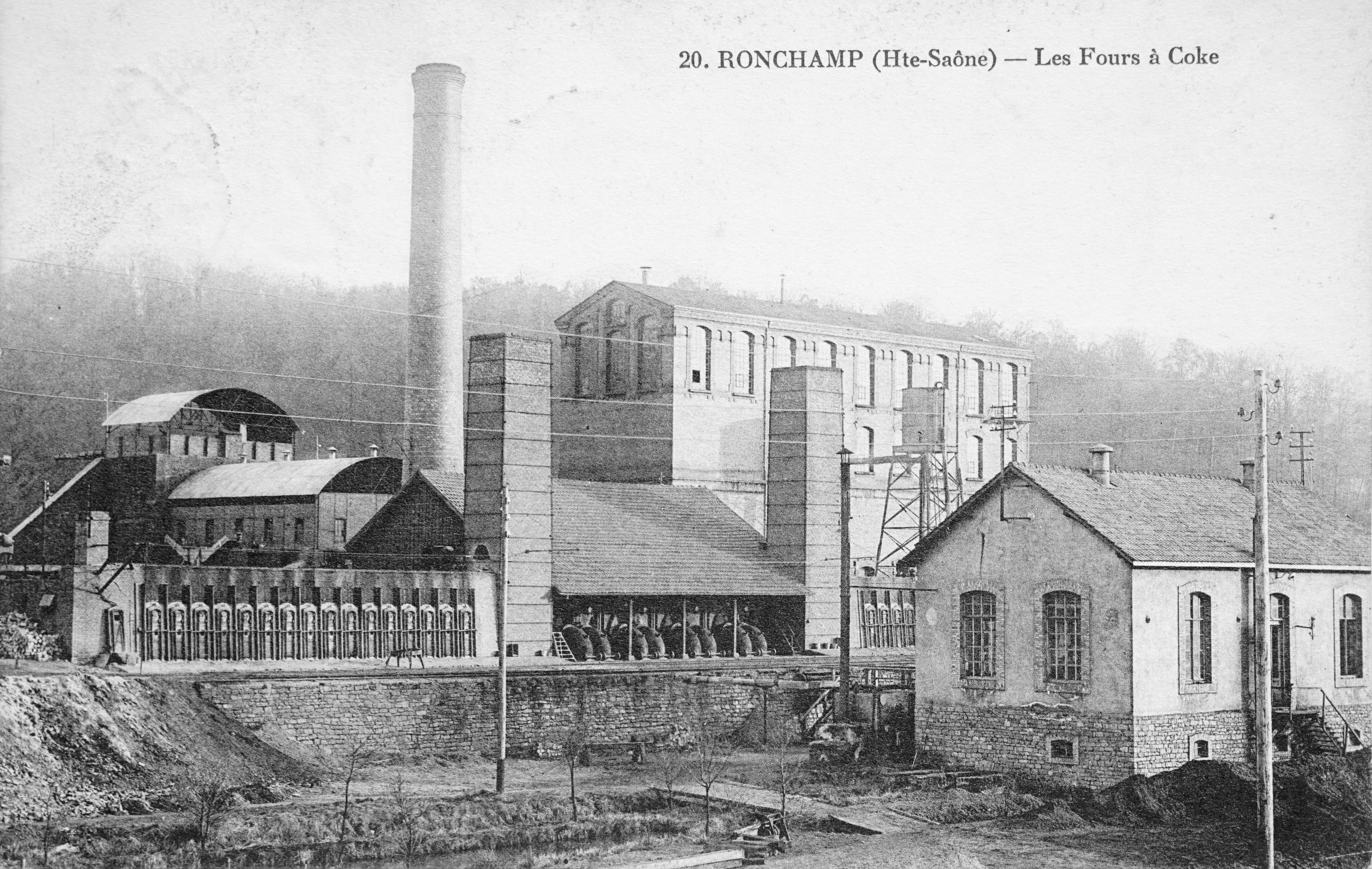

Le lavoir du Chanois est un lavoir à charbon de type Baum qui permet de traiter 50 à 60 tonnes de charbon à l'heure. Après traitement, le charbon donne plusieurs produits différents :
- les fines à coke qui sont égouttées puis stockées dans un silo ;
- des gaillettes dont la taille varie entre 15 et 60 mm ;
- les mixtes de lavages qui doivent être traités à nouveau car ils contiennent encore du charbon ;
- les schistes qui sont évacués sur les terrils ;
- les schlamms qui sont les boues résiduelles obtenues après lavage[1].

Les différents produits issus du lavoir-criblage.
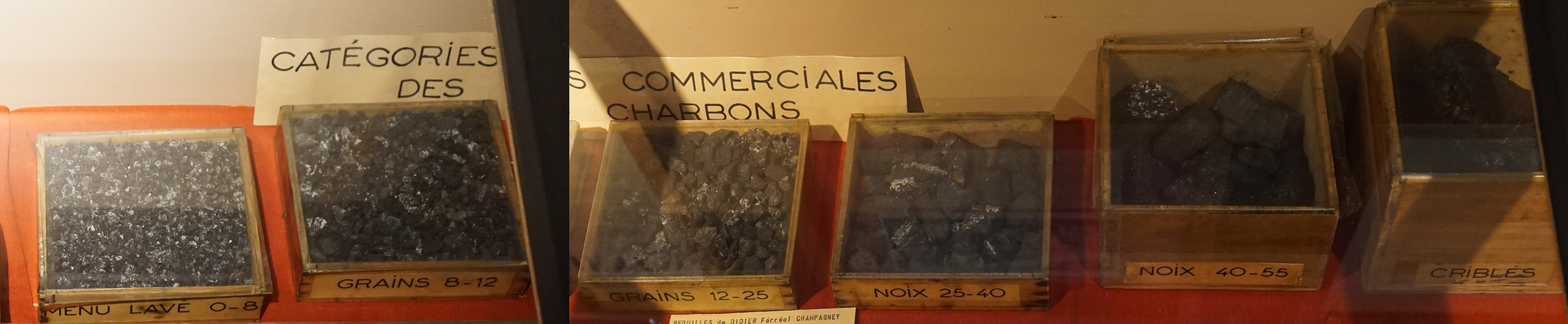
De gauche à droite : 0–8 mm (menue lavé), 8–12 mm (grains), 12–25 mm (grains), 25–40 mm (noix), 40–55 mm (noix), >55 mm (gaillettes criblées).

## La cokerie
Une première série de fours sont construits avant 1900.

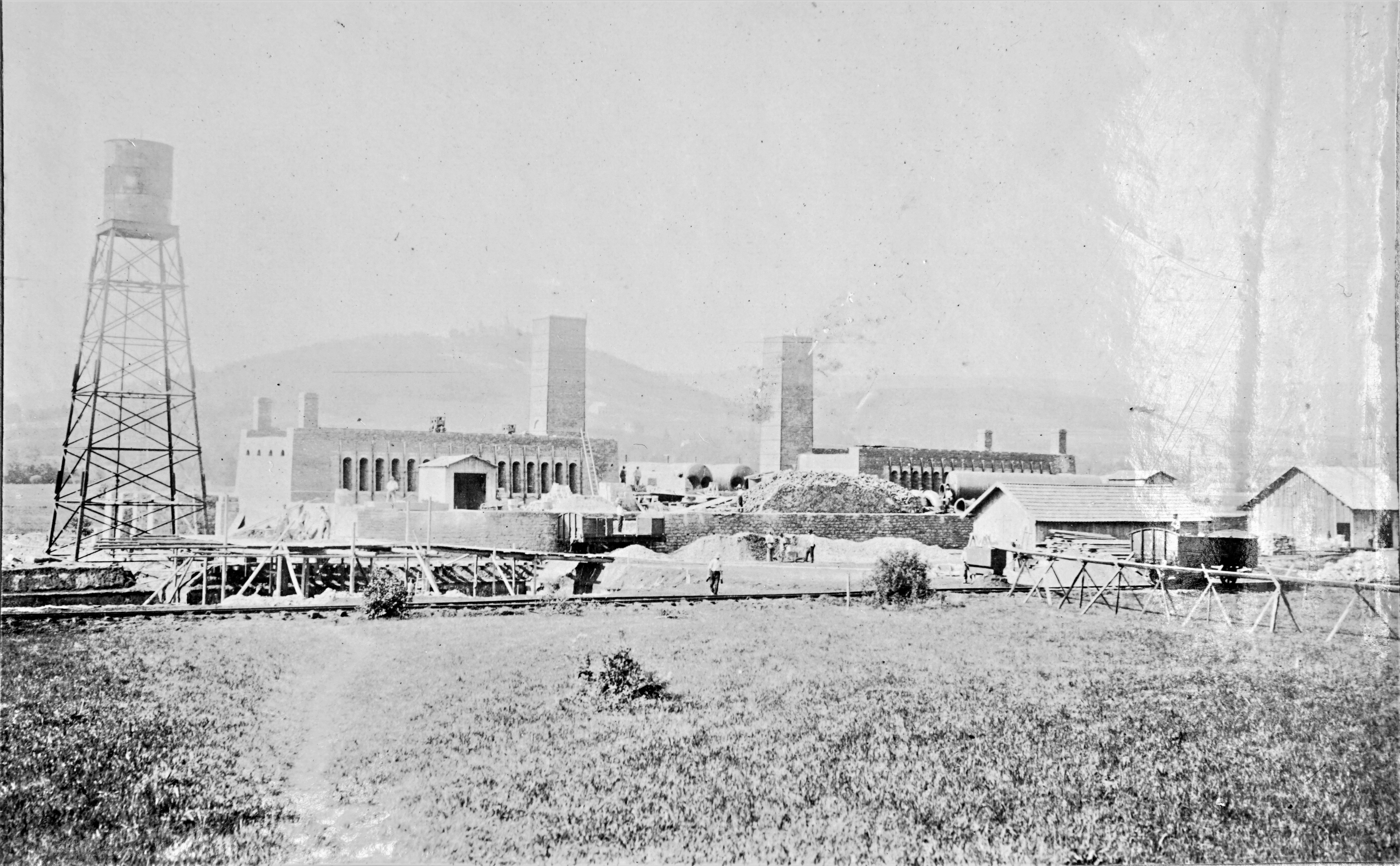
La construction des fours.
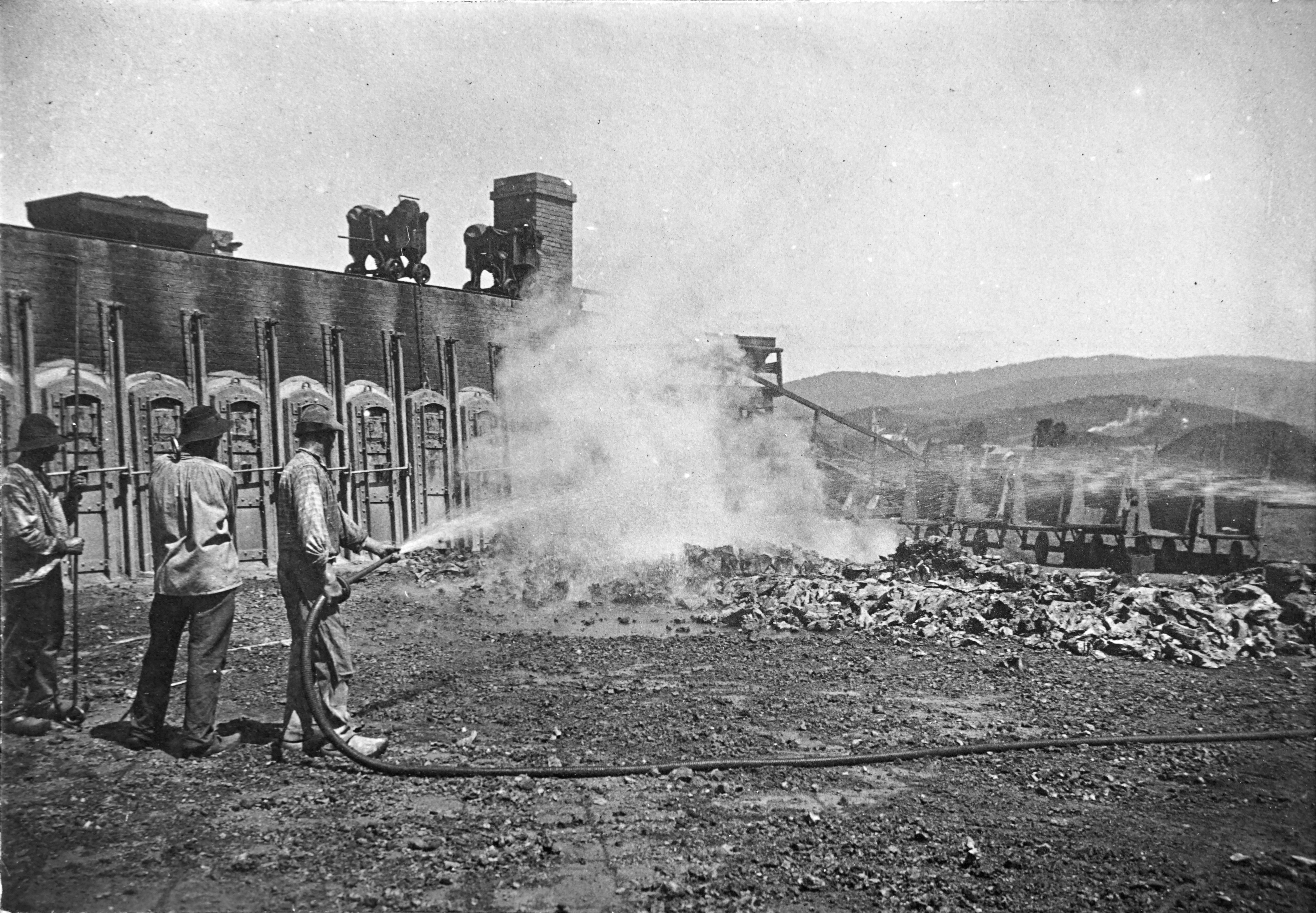
Le refroidissement du coke incandescent.
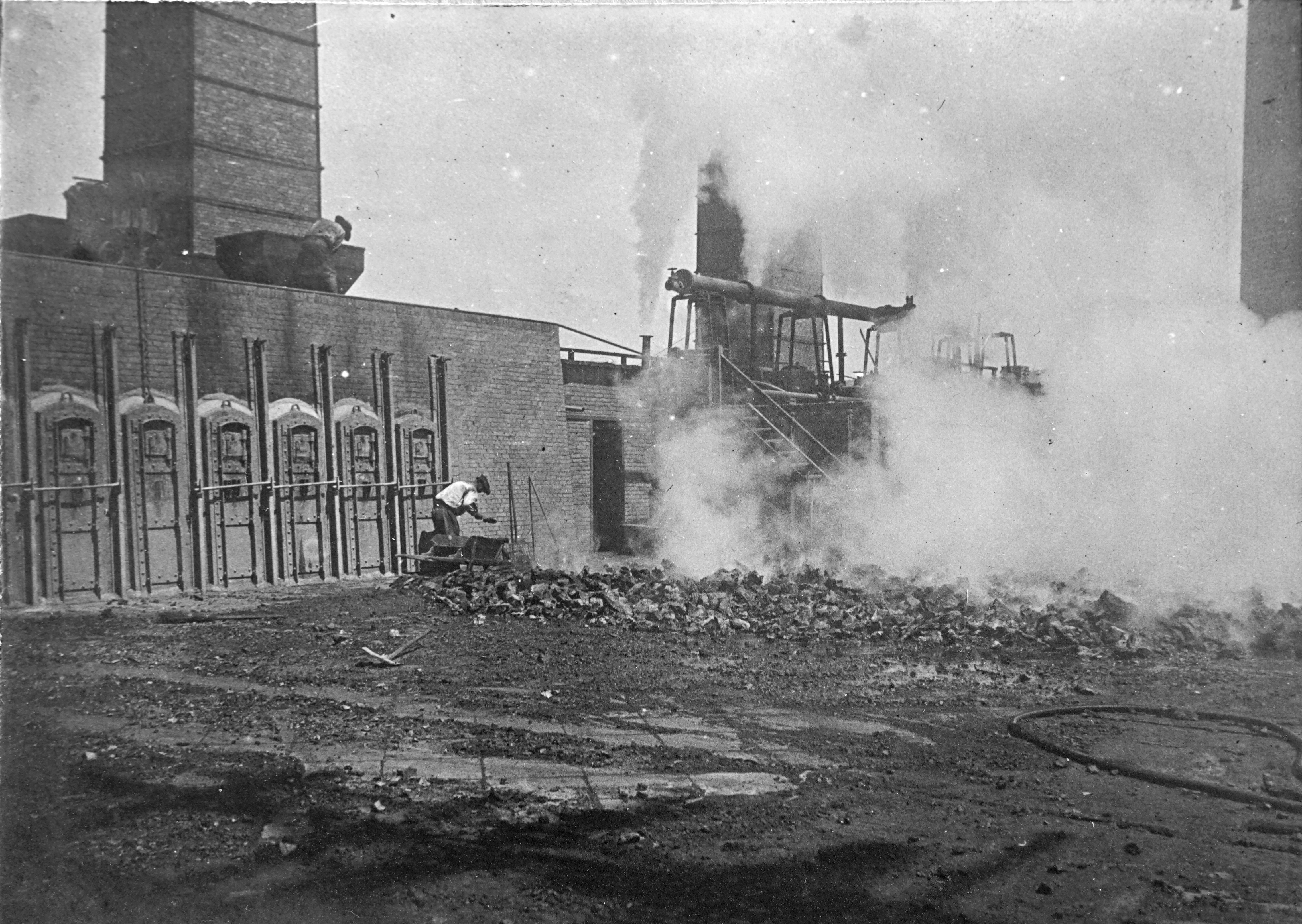
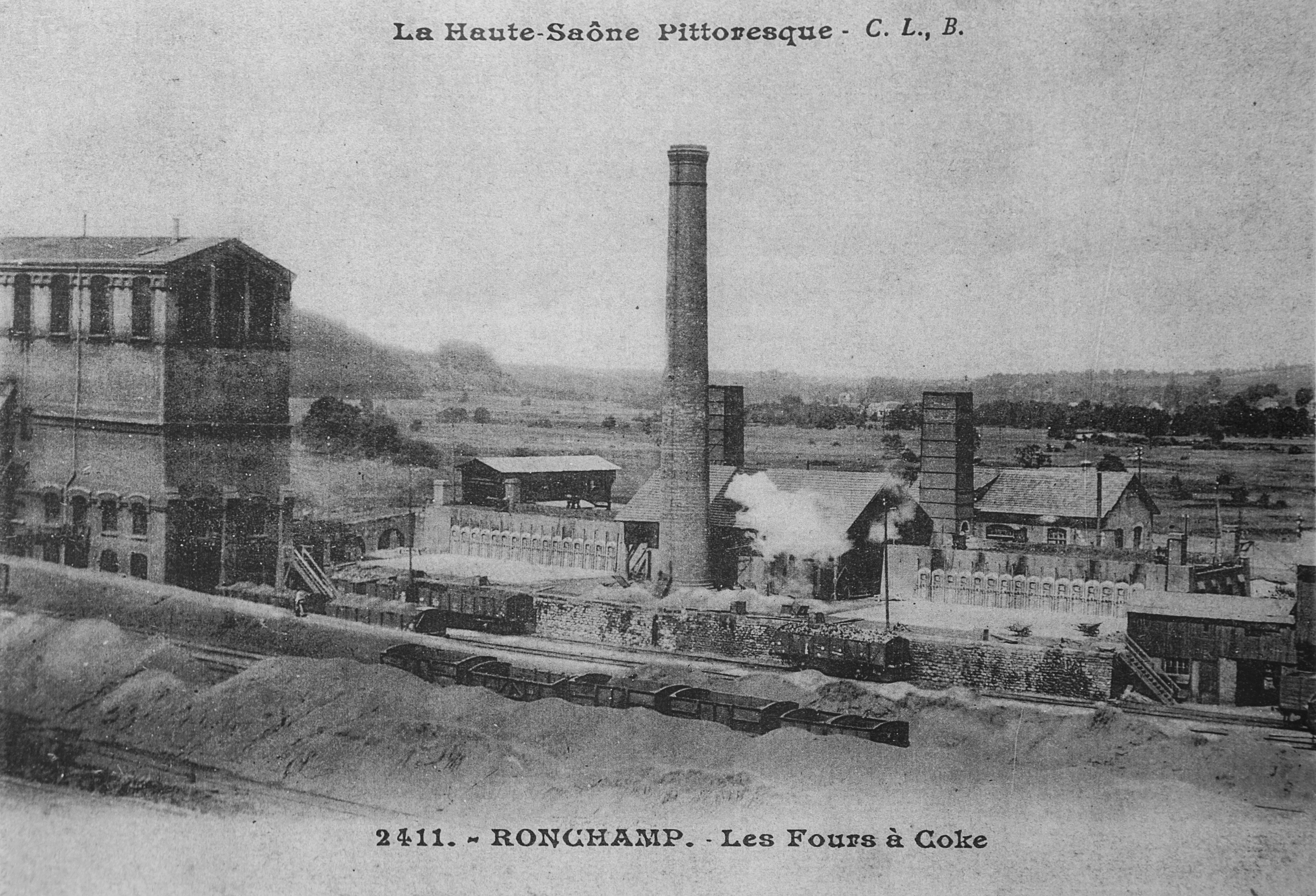
La cokerie à ses débuts.

En 1913, est entreprise la construction d’une batterie de 28 fours à coke horizontaux à proximité du triage-lavage. Les travaux sont retardés par la Première Guerre mondiale et la mise en route ne se fait qu'en 1920.
La cokerie fournit plus de 130 tonnes de coke par jour à partir de 175 tonnes de charbon gras. Le coke incandescent est déversé sur un plan incliné où il est refroidi par des jets d'eau avant d'être déversé dans des wagons. Cette distillation de la houille permet de récupérer du benzol, du sulfate d'ammonium (pour l’agriculture, dans des ateliers spécifiques), du goudron et du gaz distillé utilisé pour chauffer les fours. La cokerie ferme ses portes en 1933.

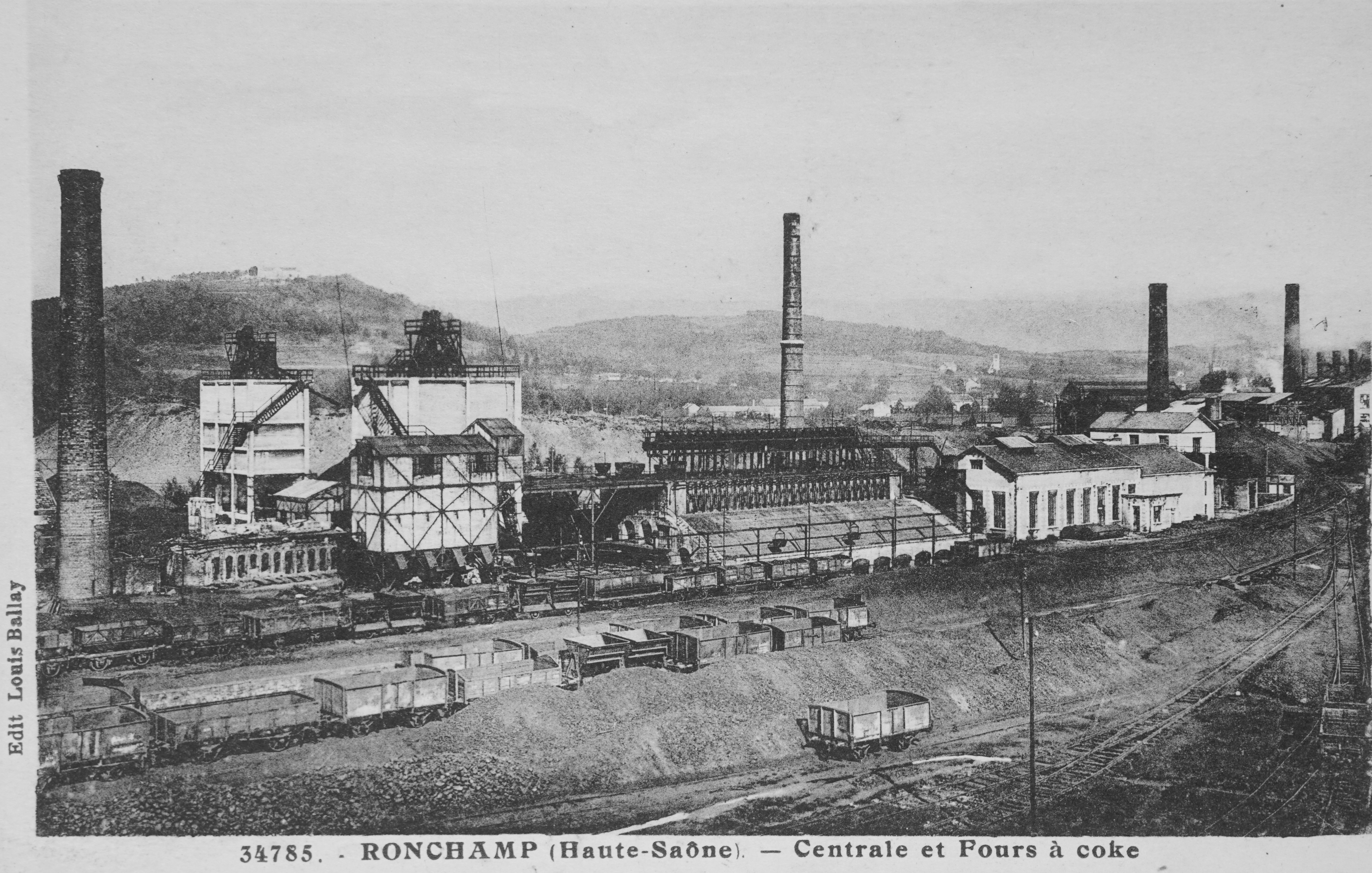
La cokerie à son apogée.
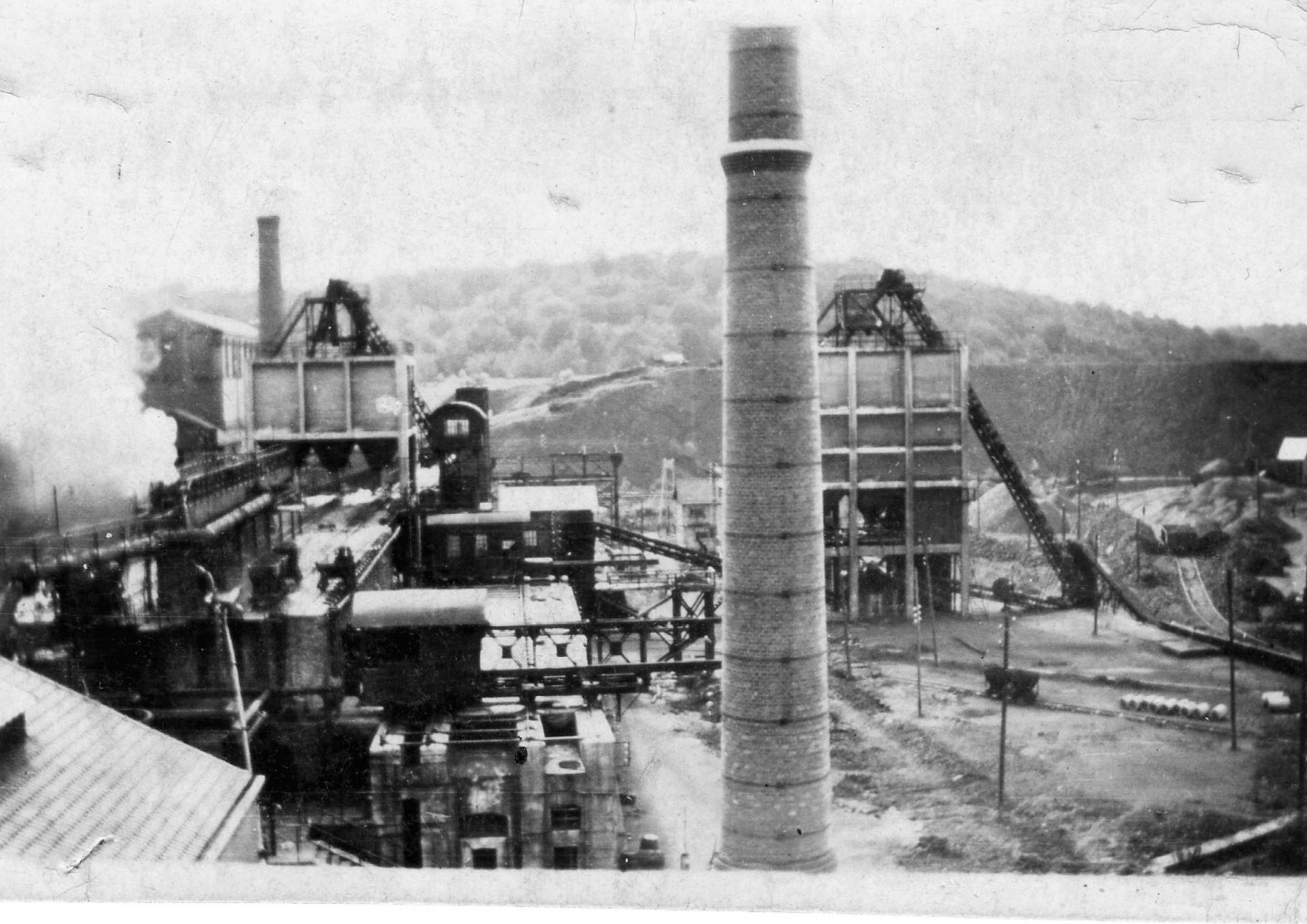
Vue générale au-dessus de la cokerie.
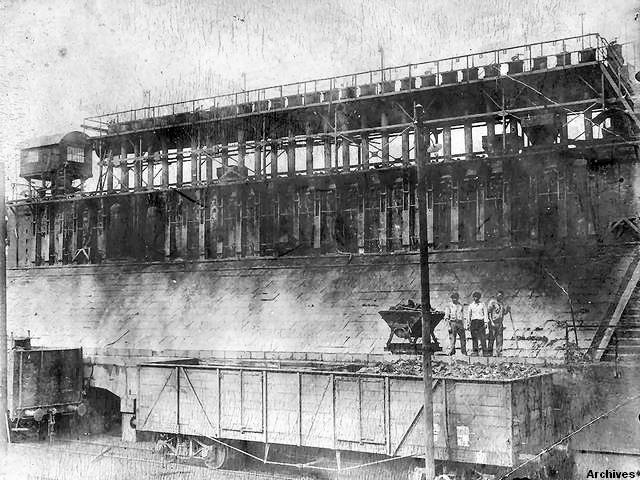
Les fours à coke et le plan incliné.
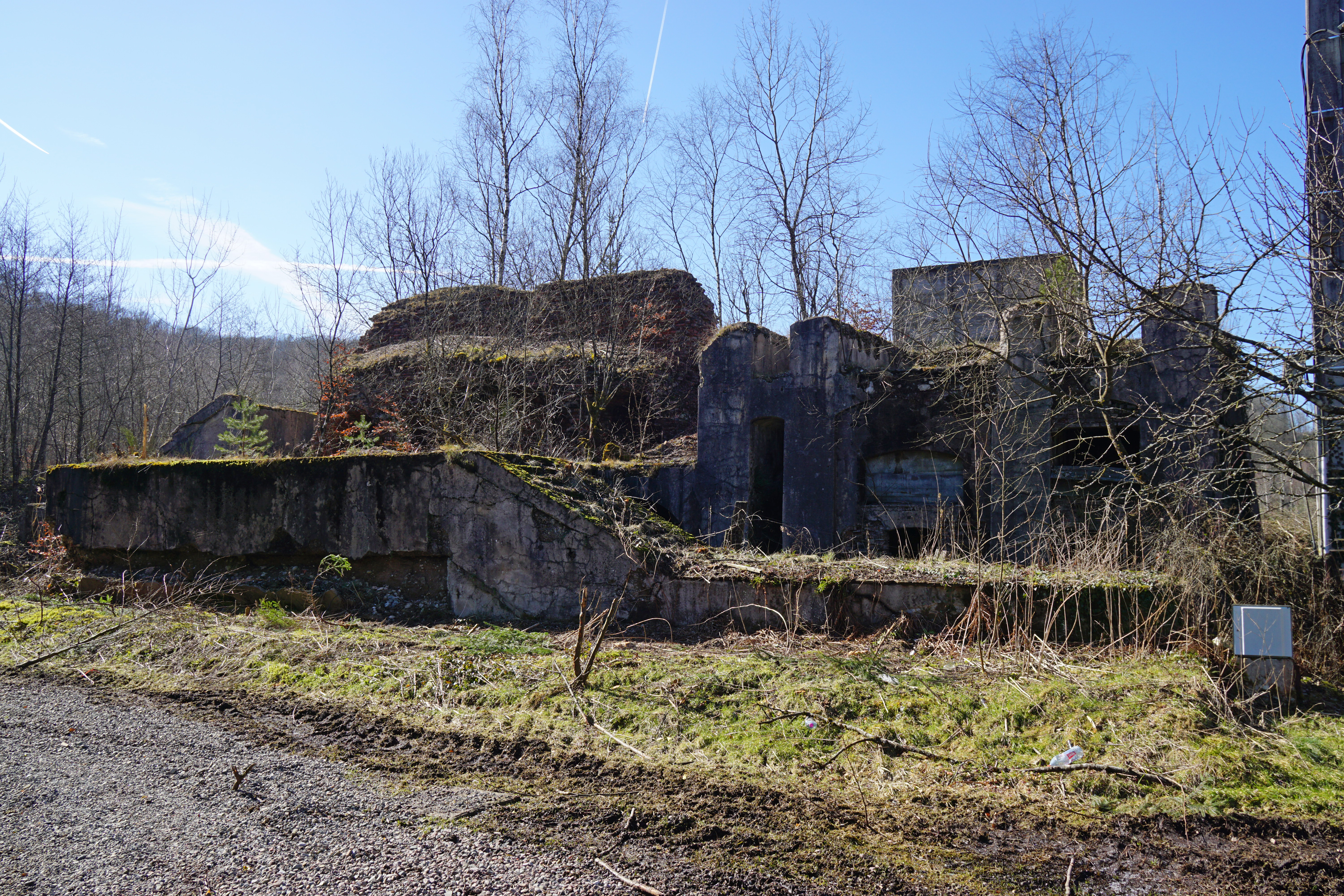
La cokerie en ruine.

## Vestiges
En 2013, la cokerie ainsi que quelques petits bâtiments avoisinants sont en ruine et recouverts par la végétation. L'une des deux trémies est toujours debout tandis que la seconde a été dynamitée par l'armée dans les années 1960 et laissée sur place. Les bâtiments annexes à la cokerie, notamment des cuves à benzols, sont en ruine sauf une partie qui avait été convertie en habitation et qui possède toujours un toit en bon état. En revanche le grand lavoir-criblage et d'autres bâtiments de la même époque ont été démolis sans laisser de trace. Les vestiges de la cokerie sont défrichés au début de l'année 2015.

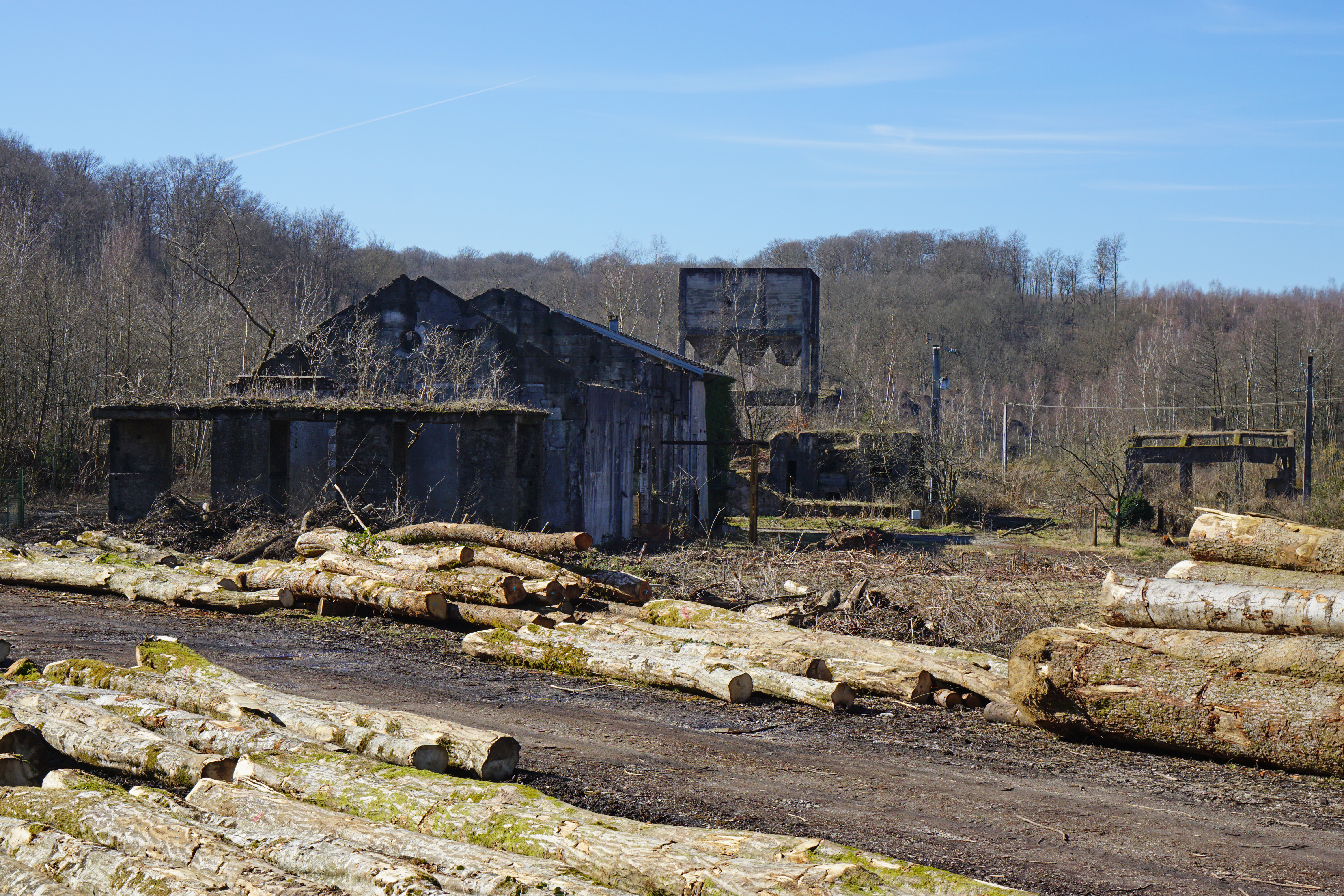
Vue générale des installations en 2015.
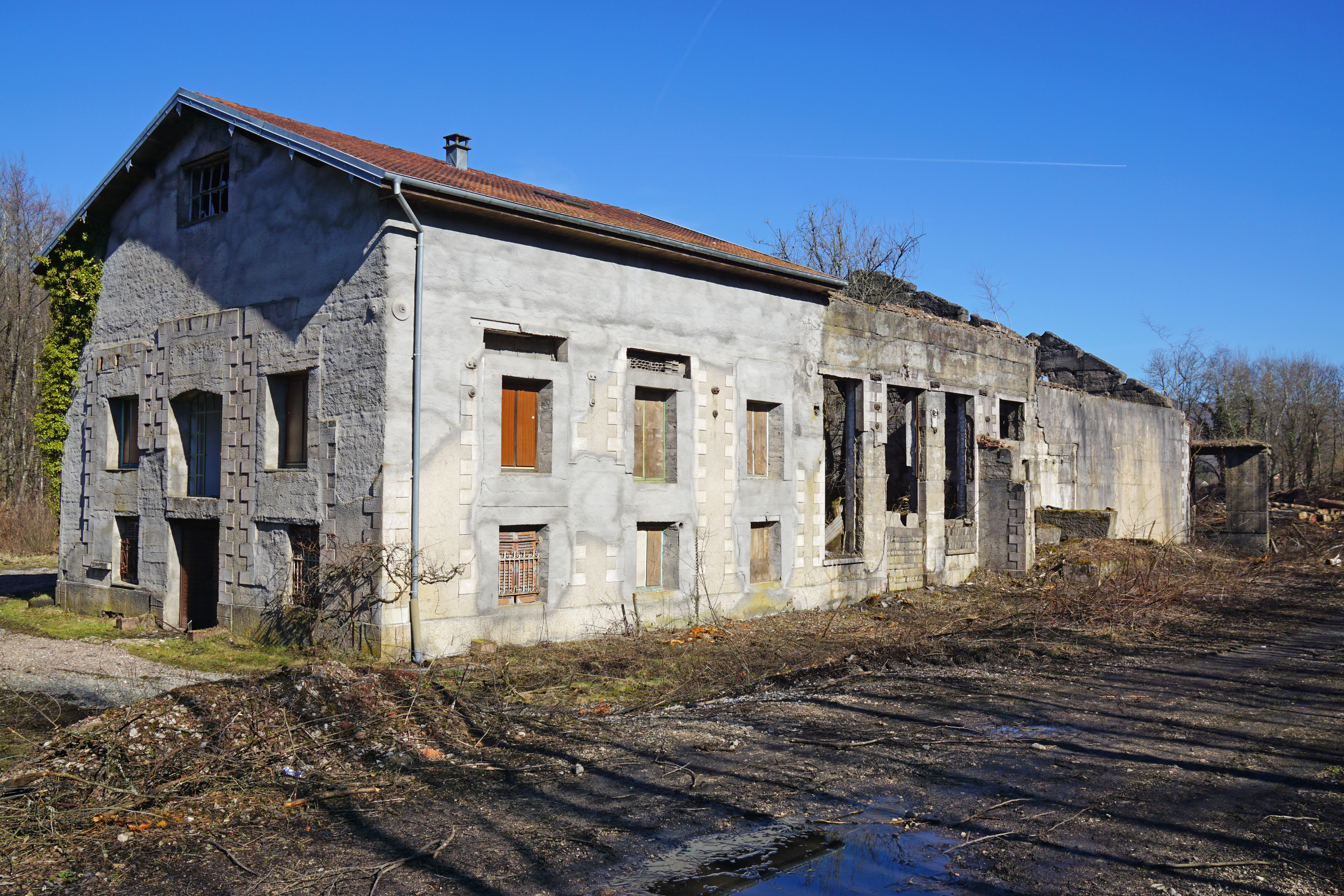
L'ancien bâtiment des sous-produits côté Sud.
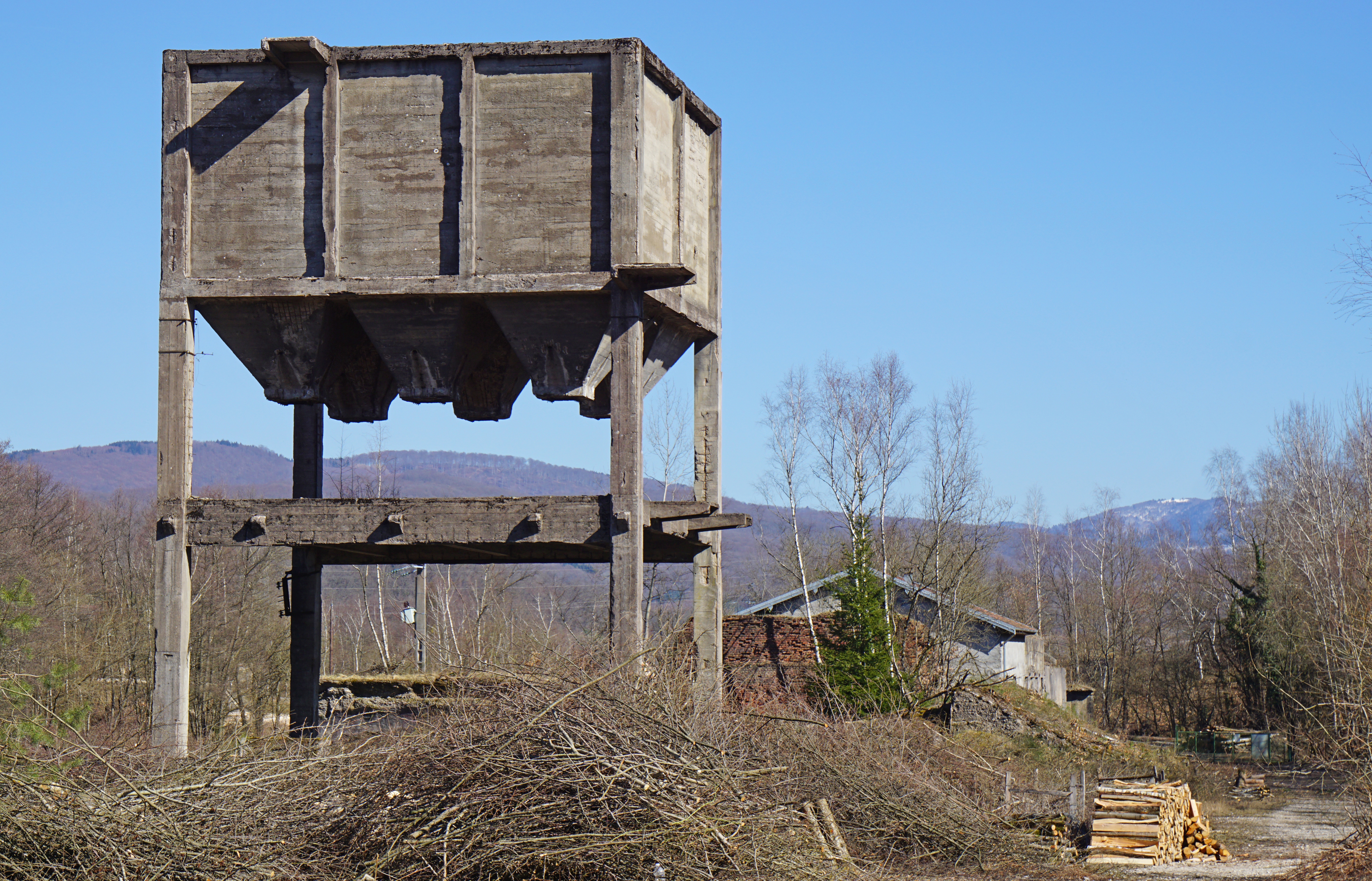
La trémie en béton toujours debout.
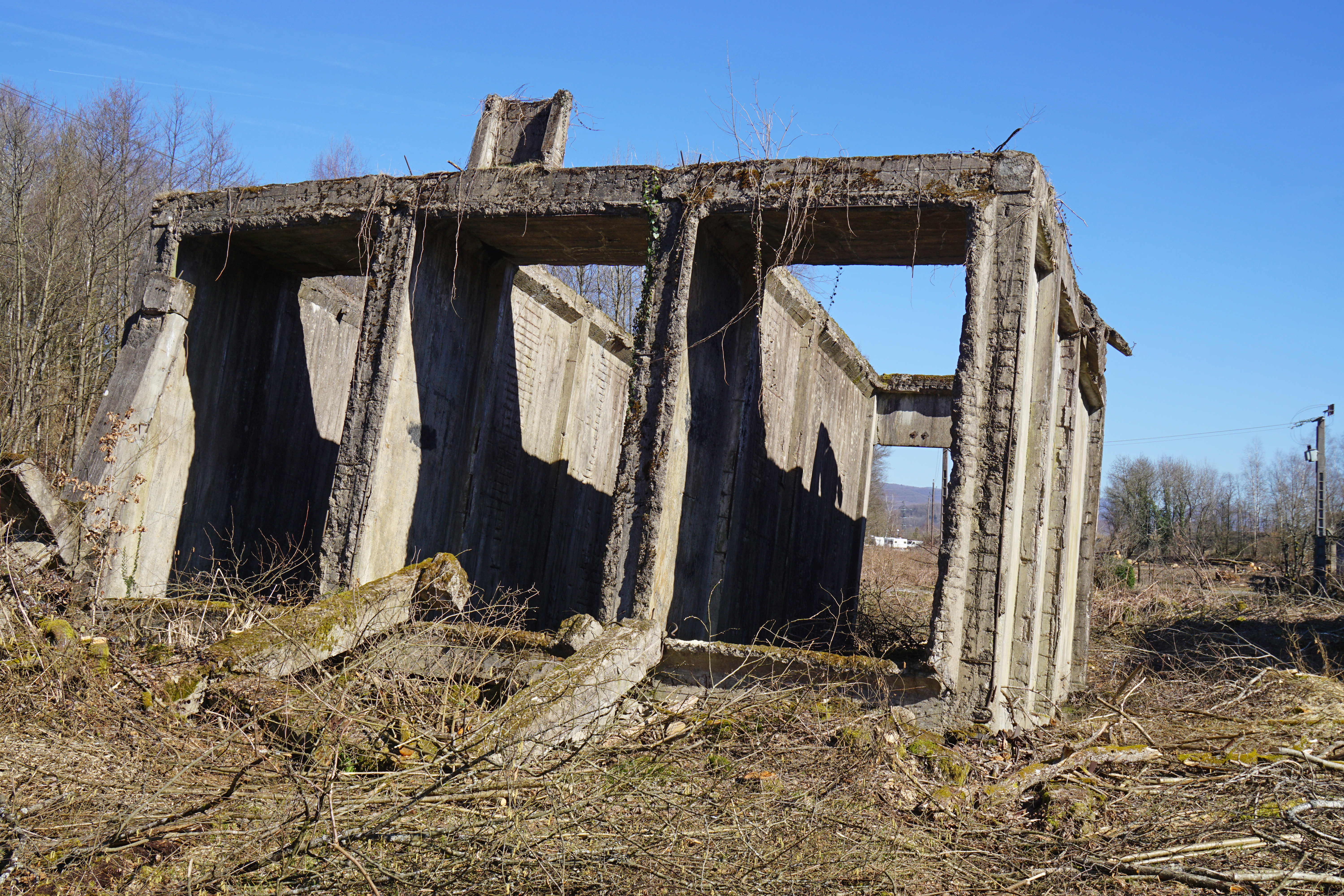
L'autre trémie écroulée.

### Illustrations
1. ↑  « Les ruines de la cokerie ».
2. ↑  « La trémie debout ».
3. ↑  « La trémie dynamitée ».
4. ↑  « Les bâtiments annexes de la cokeries ».